# Клеман Тюрпен
Клеман Тюрпен (фр. Clément Turpin; 16 травня 1982, Улен, Франція) — французький футбольний арбітр. Арбітр ФІФА з 2010.

## Кар'єра
Суддею почав працювати 2006 року, судив матчі Ліги 3, з 2007 судить матчі другої Ліги, Кубка Франції та Кубка французької ліги з футболу. З 2008 року судить матчі Ліги 1. З 2009 обслуговує матчі Ліги чемпіонів УЄФА, Ліги Європи УЄФА та матчі між національними збірними зони УЄФА.
14 травня 2011 року судив фінальний матч Кубка Франції між Парі Сен-Жермен та Лілль — 0:1.
В тому ж 2011 році відсудив матчі чемпіонату Європи серед юнацьких команд у віці до 19 років:
- Румунія - Чехія 1:2
- Бельгія - Сербія 1:1
- Іспанія - Ірландія 5:0

З 2016 року входить до елітної групи арбітрів УЄФА.
1 березня 2016 увійшов до складу суддівської бригади для обслуговування матчів чемпіонату Європи з футболу 2016.
У травні 2016 визнаний найкращим рефері Франції Французькою футбольною федерацією.
Влітку 2016 обслуговував матчі чоловічого Олімпійського турніру в Ріо-де-Жанейро.
8 серпня 2017, як четвертий суддя обслуговував матч за Суперкубок УЄФА між мадридським Реалом та Манчестер Юнайтед.
4 липня 2020 року судив столичне дербі Болгарії між клубами «Левські» та «Славія».
У 2021 році став головним арбітром фіналу Ліги Європи між «Вільярреалом» та «Манчестер Юнайтед».
У 2022 році був головним арбітром фіналу Лиги чемпіонів між «Ліверпулем» та мадридським «Реалом».
У тому ж році відібраний головним арбітром для обслуговування матчів на чемпіонаті світу у Катарі.

## Матчі національних збірних
| Дата              | Місце проведення           | Збірні                          | Рахунок | Турнір               | ЖК | YK · YK · RK | RK |
| ----------------- | -------------------------- | ------------------------------- | ------- | -------------------- | -- | ------------ | -- |
| 2 вересня 2011    | Стамбул, Туреччина         | Туреччина – Казахстан           | 2 – 1   | Кваліфікація ЧЄ 2012 | 5  | 0            | 1  |
| 25 травня 2012    | Брюссель, Бельгія          | Бельгія – Чорногорія            | 2 – 2   | Товариський матч     | 3  | 0            | 0  |
| 15 серпня 2012    | Діфферданж, Люксембург     | Люксембург – Грузія             | 1 – 2   | Товариський матч     | 2  | 0            | 1  |
| 12 жовтня 2012    | Кишинів, Молдова           | Молдова – Україна               | 0 – 0   | Кваліфікація ЧС 2014 | 3  | 0            | 0  |
| 6 лютого 2013     | Абердин, Шотландія         | Шотландія – Естонія             | 1 – 0   | Товариський матч     | 3  | 0            | 0  |
| 14 листопада 2014 | Будапешт, Угорщина         | Угорщина – Фінляндія            | 1 – 0   | Кваліфікація ЧЄ 2016 | 1  | 0            | 0  |
| 29 березня 2015   | Тбілісі, Грузія            | Грузія – Німеччина              | 0 – 2   | Кваліфікація ЧЄ 2016 | 4  | 0            | 0  |
| 10 жовтня 2015    | Астана, Казахстан          | Казахстан – Нідерланди          | 1 – 2   | Кваліфікація ЧЄ 2016 | 4  | 0            | 0  |
| 14 червня 2016    | Бордо, Франція             | Австрія – Угорщина              | 0 – 2   | Євро 2016 (група F)  | 2  | 1            | 0  |
| 21 червня 2016    | Париж, Франція             | Північна Ірландія – Німеччина   | 0 – 1   | Євро 2016 (група C)  | 0  | 0            | 0  |
| 5 вересня 2016    | Київ, Україна              | Україна – Ісландія              | 1 – 1   | Кваліфікація ЧС 2018 | 3  | 0            | 0  |
| 11 листопада 2016 | Белфаст, Північна Ірландія | Північна Ірландія – Азербайджан | 4 – 0   | Кваліфікація ЧС 2018 | 4  | 0            | 0  |
| 28 березня 2017   | Фуншал, Португалія         | Португалія – Швеція             | 2 – 3   | Товариський матч     | 0  | 0            | 0  |
| 7 червня 2017     | Ніцца, Франція             | Італія – Уругвай                | 3 – 0   | Товариський матч     | 3  | 0            | 0  |
| 4 вересня 2017    | Лондон, Англія             | Англія – Словаччина             | 2 – 1   | Кваліфікація ЧС 2018 | 2  | 0            | 0  |
| 15 листопада 2017 | Ліма, Перу                 | Перу – Нова Зеландія            | 2 – 0   | Кваліфікація ЧС 2018 | 4  | 0            | 0  |
| 20 червня 2018    | Ростов-на-Дону, Росія      | Уругвай – Саудівська Аравія     | 1 – 0   | ЧС 2018              | 0  | 0            | 0  |
| 27 червня 2018    | Нижній Новгород, Росія     | Швейцарія – Коста-Рика          | 2 – 2   | ЧС 2018              | 6  | 0            | 0  |
| 6 вересня 2018    | Кардіфф, Уельс             | Уельс – Ірландія                | 4 – 1   | Ліга націй 2018—2019 | 1  | 0            | 0  |
| 11 вересня 2018   | Лестер, Англія             | Англія – Швейцарія              | 1 – 0   | Товариський матч     | 2  | 0            | 0  |
| 22 березня 2019   | Лісабон, Португалія        | Португалія – Україна            | 0 – 0   | Кваліфікація ЧЄ 2020 | 1  | 0            | 0  |
| 6 червня 2019     | Гімарайнш, Португалія      | Нідерланди – Англія             | 3 – 1   | Ліга націй 2018—2019 | 4  | 0            | 0  |
| 9 жовтня 2019     | Дортмунд, Німеччина        | Німеччина – Аргентина           | 2 – 2   | Товариський матч     | 4  | 0            | 0  |
| 15 жовтня 2019    | Сульна, Швеція             | Швеція – Іспанія                | 1 – 1   | Кваліфікація ЧЄ 2020 | 6  | 0            | 0  |
| 16 листопада 2019 | Рієка, Хорватія            | Хорватія – Словаччина           | 3 – 1   | Кваліфікація ЧЄ 2020 | 4  | 1            | 0  |
| 8 жовтня 2020     | Братислава, Словаччина     | Словаччина – Ірландія           | 0 – 0   | Кваліфікація ЧЄ 2020 | 4  | 0            | 0  |
| 15 листопада 2020 | Реджо-нель-Емілія, Італія  | Італія – Польща                 | 2 – 0   | Ліга націй 2020—2021 | 2  | 1            | 0  |
| 28 березня 2021   | Бухарест, Румунія          | Румунія – Німеччина             | 0 – 1   | Кваліфікація ЧЄ 2020 | 2  | 0            | 0  |
| 12 червня 2021    | Баку, Азербайджан          | Уельс – Швейцарія               | 1 – 1   | ЧЄ 2020              | 3  | 0            | 0  |
| 21 червня 2021    | Копенгаген, Данія          | Росія – Данія                   | 1 – 4   | ЧЄ 2020              | 3  | 0            | 0  |
| 7 вересня 2021    | Спліт, Хорватія            | Хорватія – Словенія             | 3 – 0   | Кваліфікація ЧС 2022 | 1  | 0            | 0  |
| 12 жовтня 2021    | Тирана, Албанія            | Албанія – Польща                | 0 – 1   | Кваліфікація ЧС 2022 | 6  | 0            | 0  |
| 16 листопада 2021 | Роттердам, Нідерланди      | Нідерланди – Норвегія           | 2 – 0   | Кваліфікація ЧС 2022 | 3  | 0            | 0  |
| 24 березня 2022   | Палермо, Італія            | Італія – Північна Македонія     | 0 – 1   | Кваліфікація ЧС 2022 | 1  | 0            | 0  |
| 14 червня 2022    | Вулвергемптон, Англія      | Англія – Угорщина               | 0 – 4   | Ліга націй 2022—2023 | 1  | 1            | 0  |
| 24 вересня 2022   | Сарагоса, Іспанія          | Іспанія – Швейцарія             | 1 – 2   | Ліга націй 2022—2023 | 0  | 0            | 0  |
| 24 листопада 2022 | Ер-Раян, Катар             | Уругвай – Південна Корея        | 0 – 0   | ЧС 2022              | 2  | 0            | 0  |
| 29 листопада 2022 | Ер-Раян, Катар             | Еквадор – Сенегал               | 1 – 2   | ЧС 2022              | 1  | 0            | 0  |
| 5 грудня 2022     | Доха, Катар                | Бразилія – Південна Корея       | 4 – 1   | ЧС 2022              | 1  | 0            | 0  |
| 27 березня 2023   | Подгориця, Чорногорія      | Чорногорія – Сербія             | 0 – 2   | Кваліфікація ЧЄ 2024 | 2  | 0            | 0  |